# Estação Irarrázaval

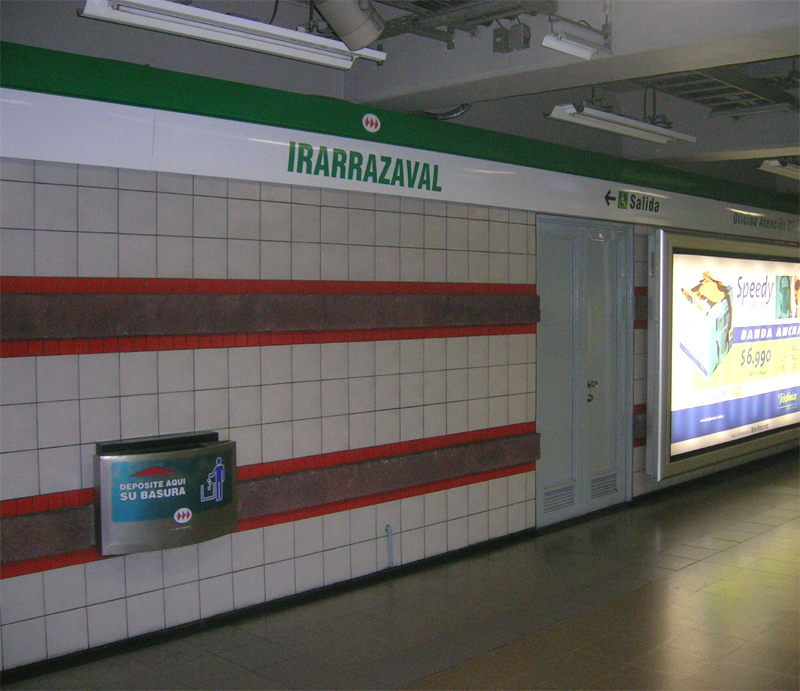
Letreiro do estação na linha 5.

A Estação Irarrázaval é uma das estações do Metrô de Santiago, situada em Santiago, entre a Estação Santa Isabel, a Estação Ñuble, a Estação Matta e a Estação Monseñor Eyzaguirre. Faz parte da Linha 3 e da Linha 5.
Foi inaugurada em 05 de abril de 1997. Localiza-se no cruzamento da Avenida General Bustamante com a Avenida Irarrázaval. Atende a comuna de Ñuñoa.